# Közép-afrikai háború
A közép-afrikai háború vagy Száhel-háború egy fegyveres konfliktus volt 2004 és 2007 között Közép-Afrikában, Szudán, Csád és a Közép-afrikai Köztársaság között. A dárfúri konfliktus átterjedt a Közép-afrikai Köztársaságra 2006 novemberében. Szudánból érkező fegyveresek megtámadták a Közép-afrikai Köztársaságot. Csád és a Közép-afrikai Köztársaság támogatja a szudáni felkelőket. Franciaország fegyveres erőket küldött a régióba.
Sem Közép-Afrikai Köztársaság elnöke François Bozizé, sem Csád elnöke Idriss Deby nem tudja rendezni a helyzetet. A Közép-Afrikai Köztársaság az Egyesült Nemzetek Szervezete segítségét kérte, hogy küldjön fegyveres kontingenst hozzájuk. Birao (CAR) városnál Mirage F1 francia harci repülőgépeket is bevetettek 2006. december 14-én.

## Története
A Union of Democratic Forces for Unity (UFDR) lázadók felkelésével kezdődött, amit Michel Detodia vezetett. 2003-ban a lázadás élére állt a jelenlegi Közép-afrikai Köztársaság elnök François Bozize. A 2003-as elnököt, Ange-Félix Patassét megbuktatva került hatalomra később François Bozize.
Az igazi harc 2004-ben kezdődött. A polgárháború kapcsolatban állhat a dárfúri konfliktussal, mely Szudánban kezdődött. A Közép-afrikai Köztársaság kormánya azt állította, hogy a szudániak támogatták a felkelést. 10 000 embernek kellett elhagynia otthonát a polgárháború miatt. A felkelés résztvevői végül békét kötöttek. A polgárháború 2007. április 13-án zárult le.
2004 novemberében 20 embert meggyilkoltak Birao városnál. 2006. október 29-én 150 felkelő elfoglalta a várost. A Közép-afrikai Köztársaság kormánya szerint Szudán titokban támogatta a felkelést.
Ezrek meneteltek a fővárosba Banguiba. A lázadók Ouadda-Djallé várost igyekeztek megkaparintani. A kormány a lázadást elismerte, de az elfoglalt várost nem. 20 kormányközeli ember halt meg a lázadásban. Következett Sam-Ouandja, majd Ouadda városa. Ez volt a negyedik város, amit a felkelők megkaparintottak. Ekkor hagyta el körülbelül 5000-10 000 ember az otthonát Bamabari és Bangui városban, mert eljutott hozzájuk a lázadás híre. A Közép-afrikai Köztársaság kormánya ENSZ csapatokat kért. A megszerzett területet, amit Logonénak neveznek megpróbálták megszervezni a Dar El Kuti nevű államot. Dar El Kutinak egy hajdani szultanátust hívtak így, amely ebben a térségben állt fenn.
2007. november 13-án békét kötött a Közép-afrikai Köztársaság kormánya és a UFDR.